# Harlesieler Hafen

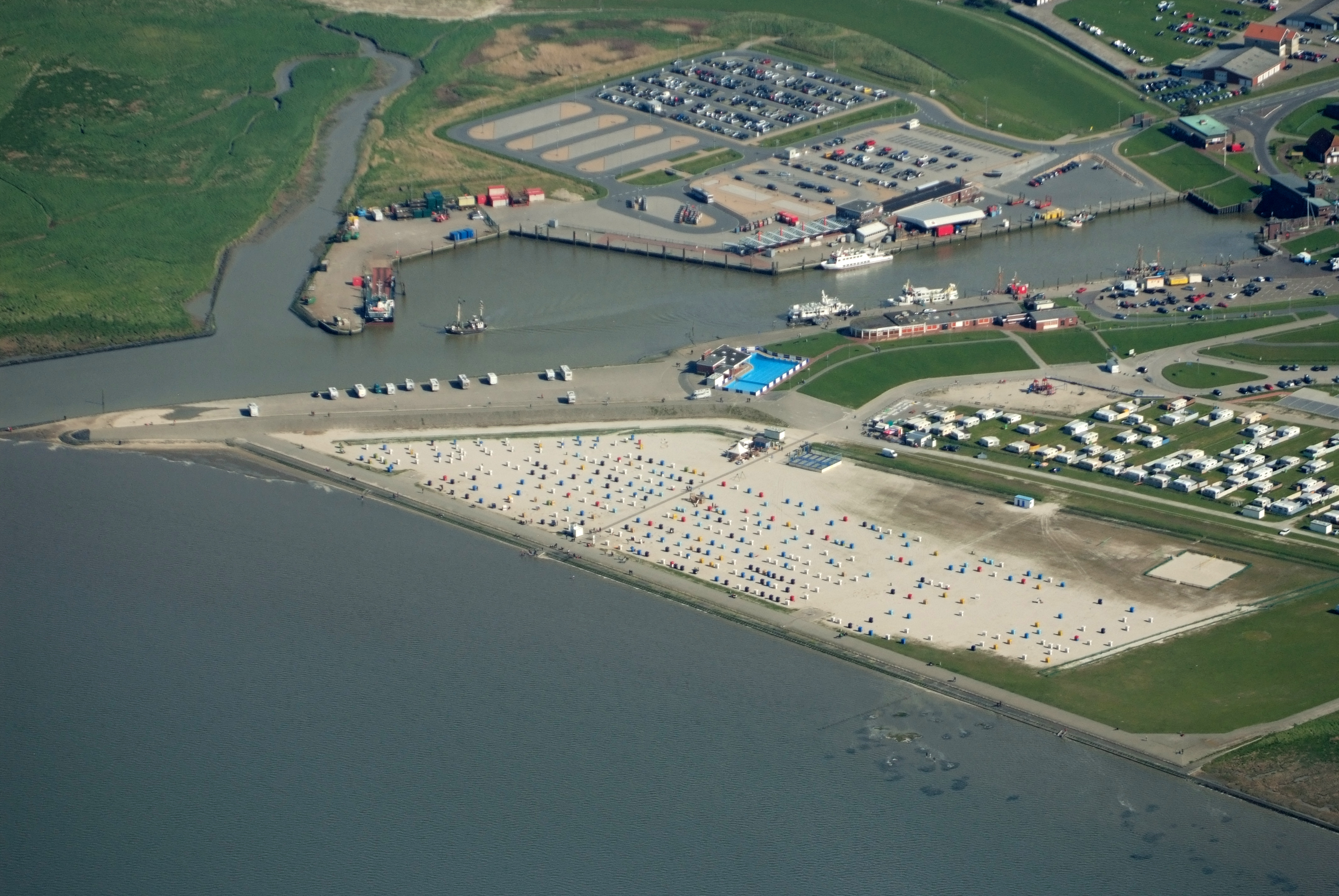
Der Außenhafen von Harlesiel

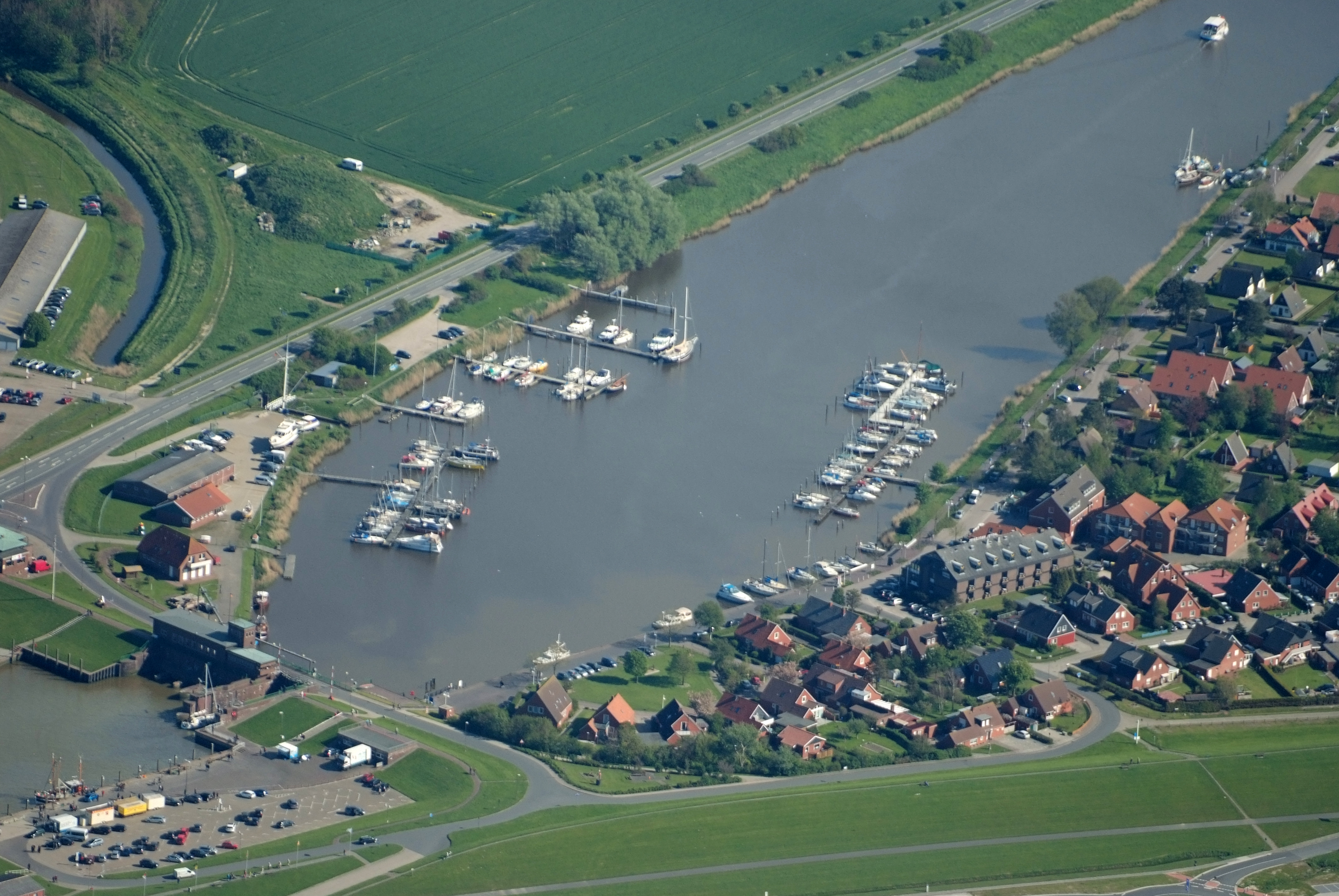
Der Binnenhafen von Harlesiel

Der Harlesieler Hafen ist der Hafen von Harlesiel, einem Stadtteil der ostfriesischen Stadt Wittmund in Niedersachsen.

## Geschichte
Der Hafen wurde zwischen 1953 und 1956 gebaut und bildet den vorläufigen Abschluss einer jahrhundertealten Eindeichung der Harlebucht. Damit verlor der Sielhafen in Carolinensiel seine Bedeutung. Die Fischer siedelten als Erste nach Harlesiel um. Bedingt durch das Schöpfwerk Harlesiel entstanden dort ein Außen- und ein Binnenhafen.

## Außenhafen
Der Außenhafen wird westlich und östlich durch eine Mole geschützt. Er ist der einzige Hafen zur Versorgung der Insel Wangerooge. Von hier verkehrt die Fähre zur ostfriesischen Insel. Auch wird der Hafen von Ausflugsschiffen genutzt. Bis 1989 war er durch die Bahnstrecke Jever–Harle an das Streckennetz der Bundesbahn angeschlossen. Ferner ist er der Stützpunkt der heimischen Kutterflotte. Die Gedenkstätte Brücke der Erinnerung wurde 2016 errichtet.

## Binnenhafen
Dem Binnenhafen kommt kaum wirtschaftliche Bedeutung zu. Als man in den späten 1960er Jahren eine Wochenendsiedlung anlegte, nutzten viele zugezogene Harlesieler den Binnenhafen als Jachthafen. Der Binnenhafen ist auch die Zufahrt zum Museumshafen in Carolinensiel.

## Bilder

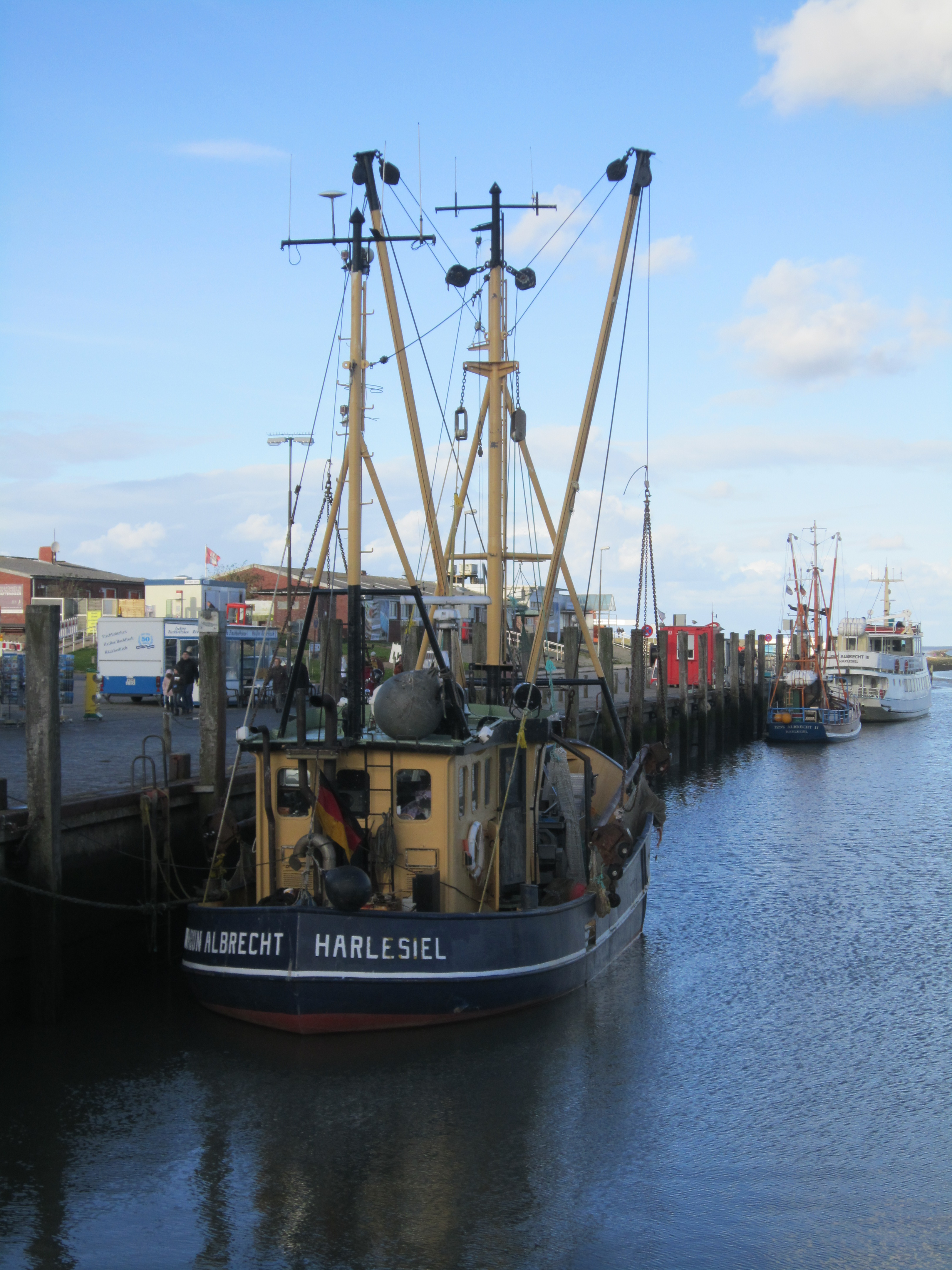
Krabbenkutter im Außenhafen
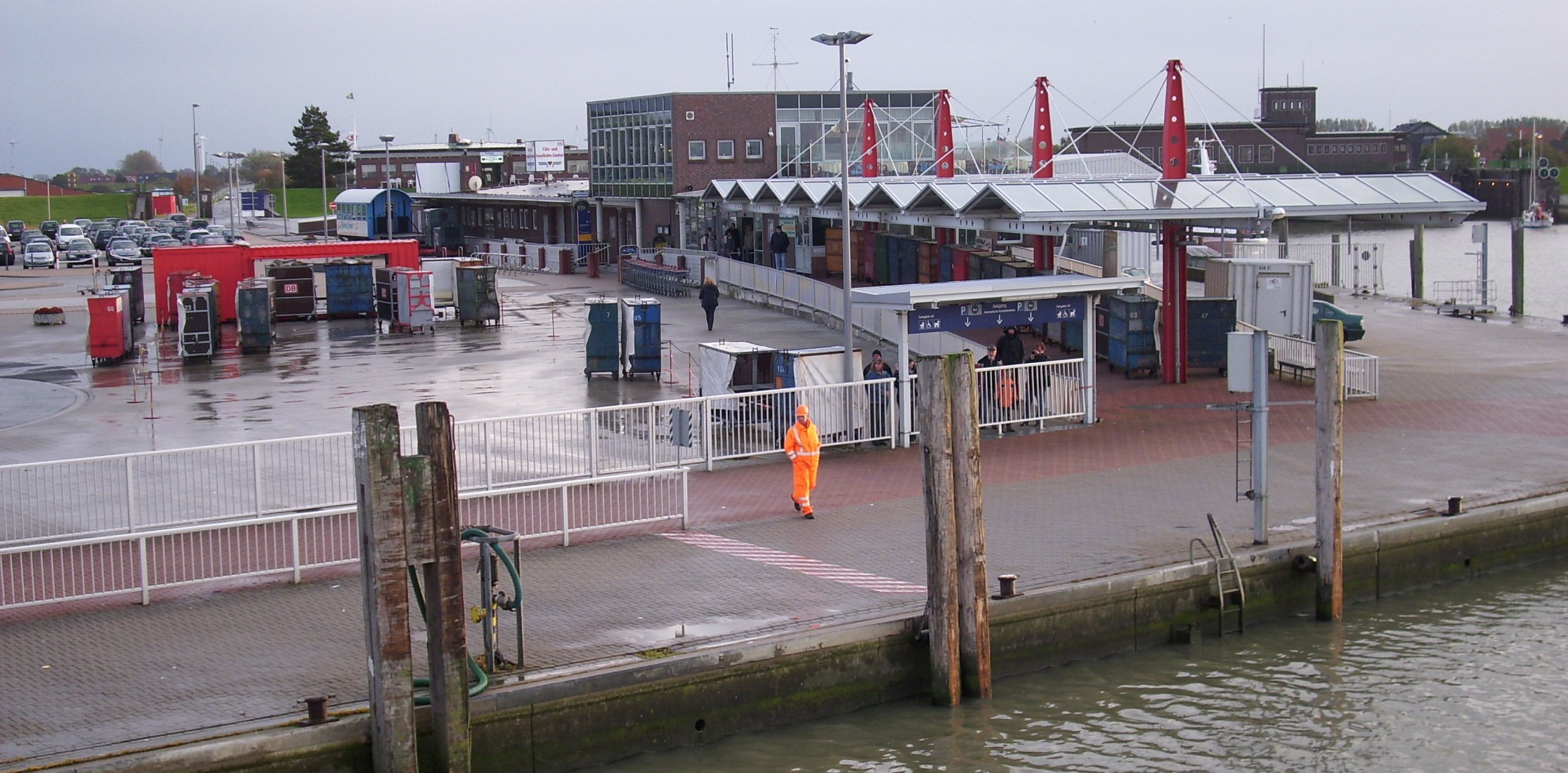
Schiffsanleger im Außenhafen
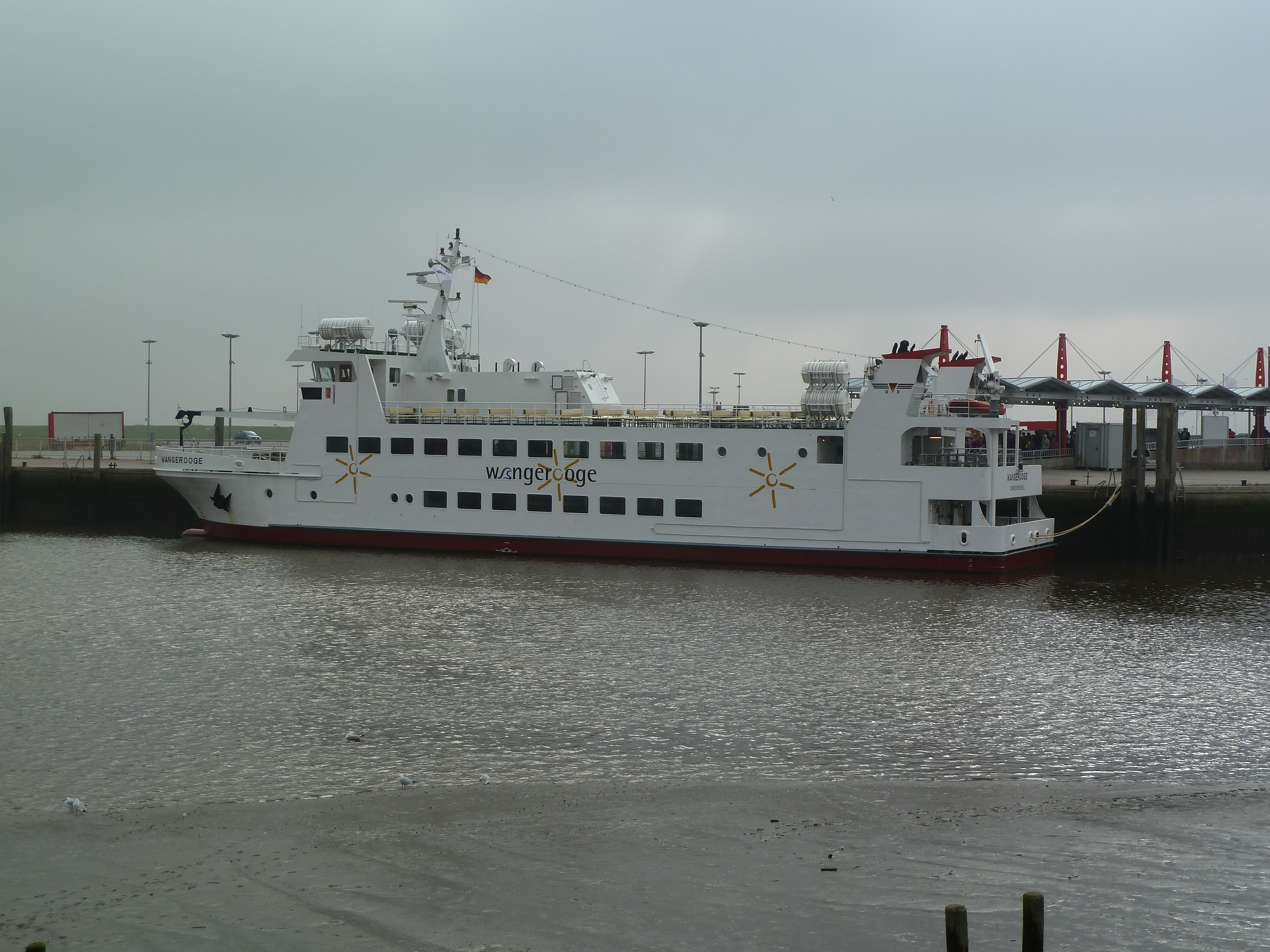
Fähre nach Wangerooge
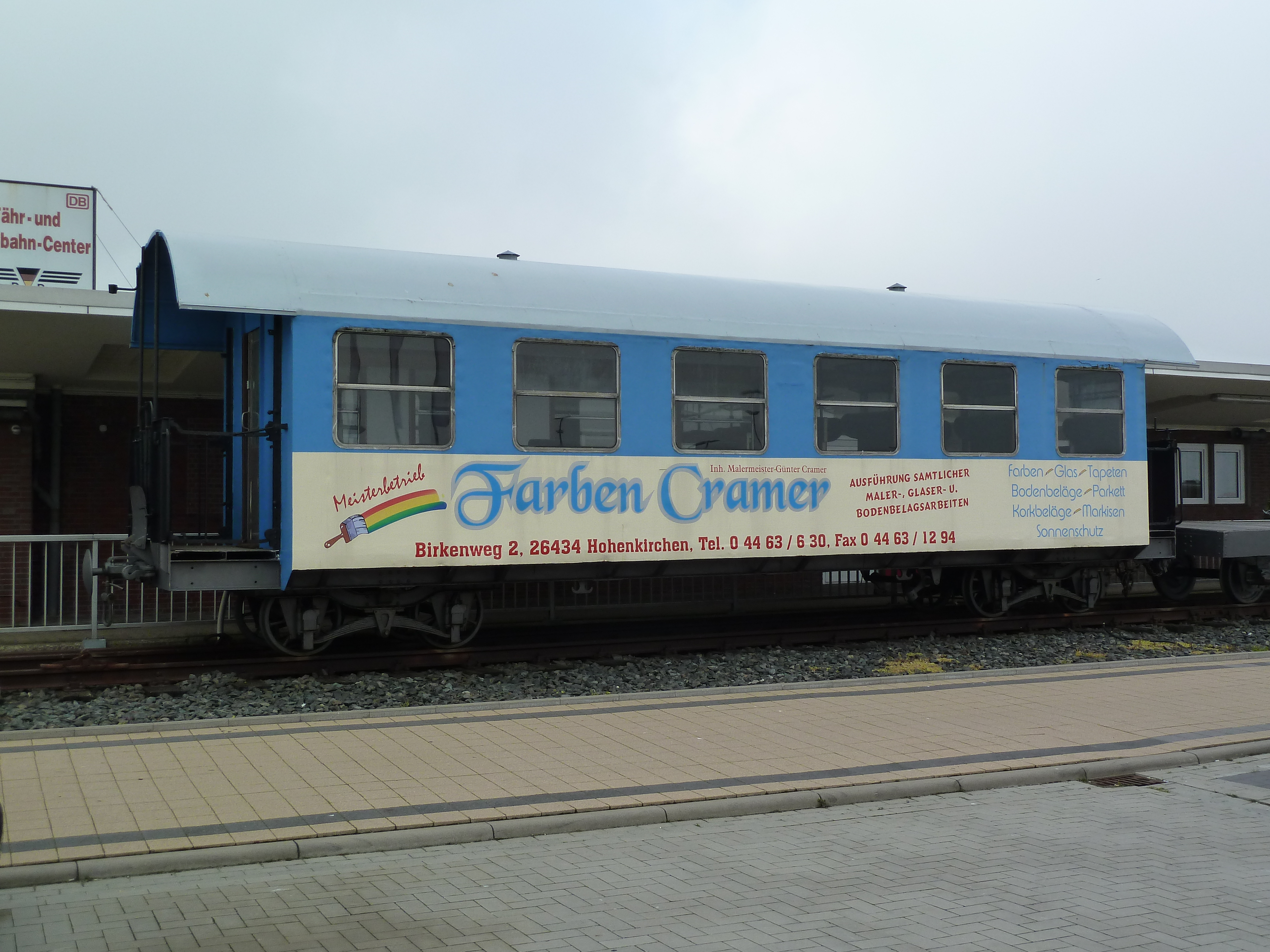
Stillgelegter Bahnhof im Außenhafen
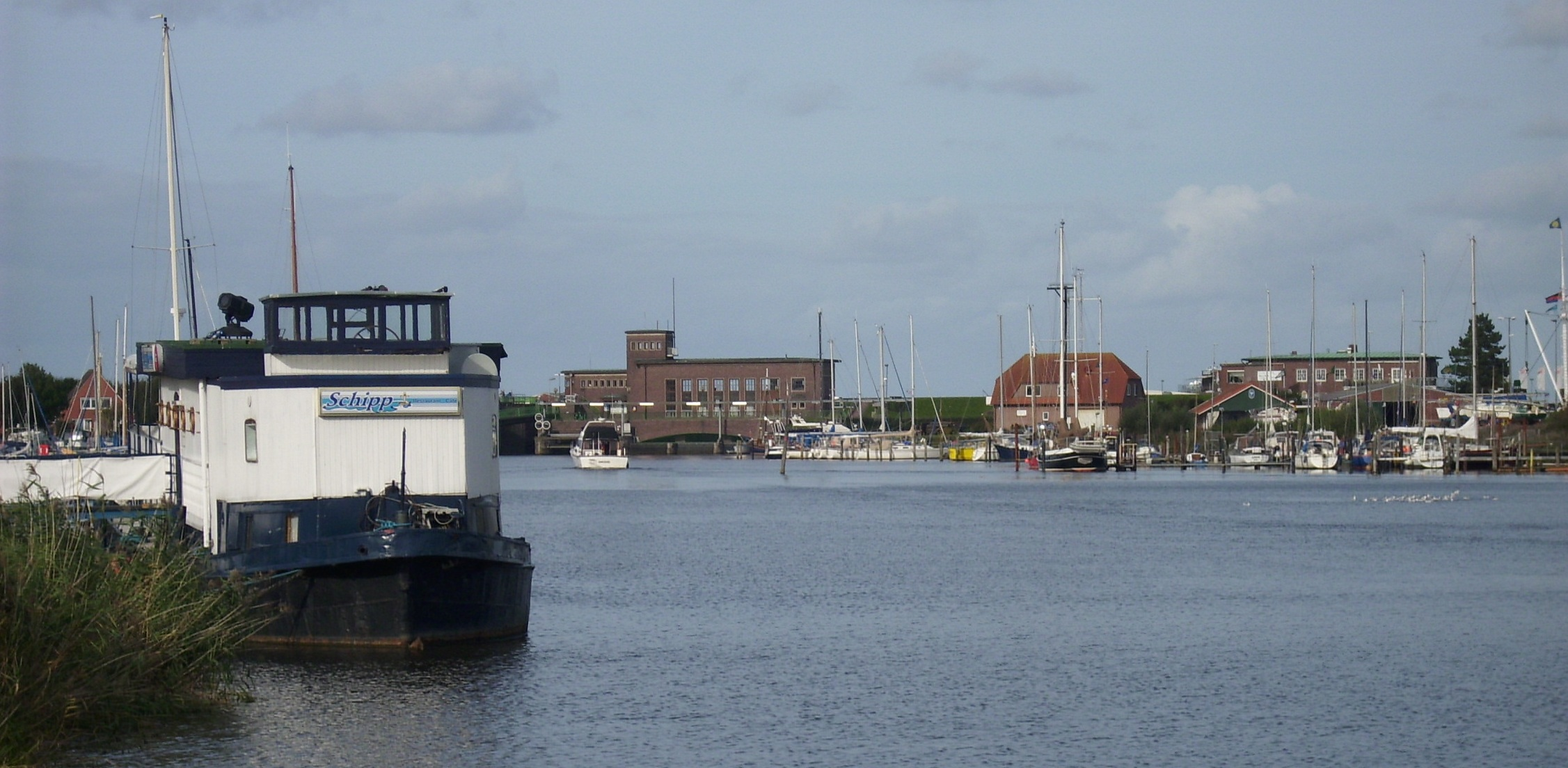
Jachthafen im Binnenhafen
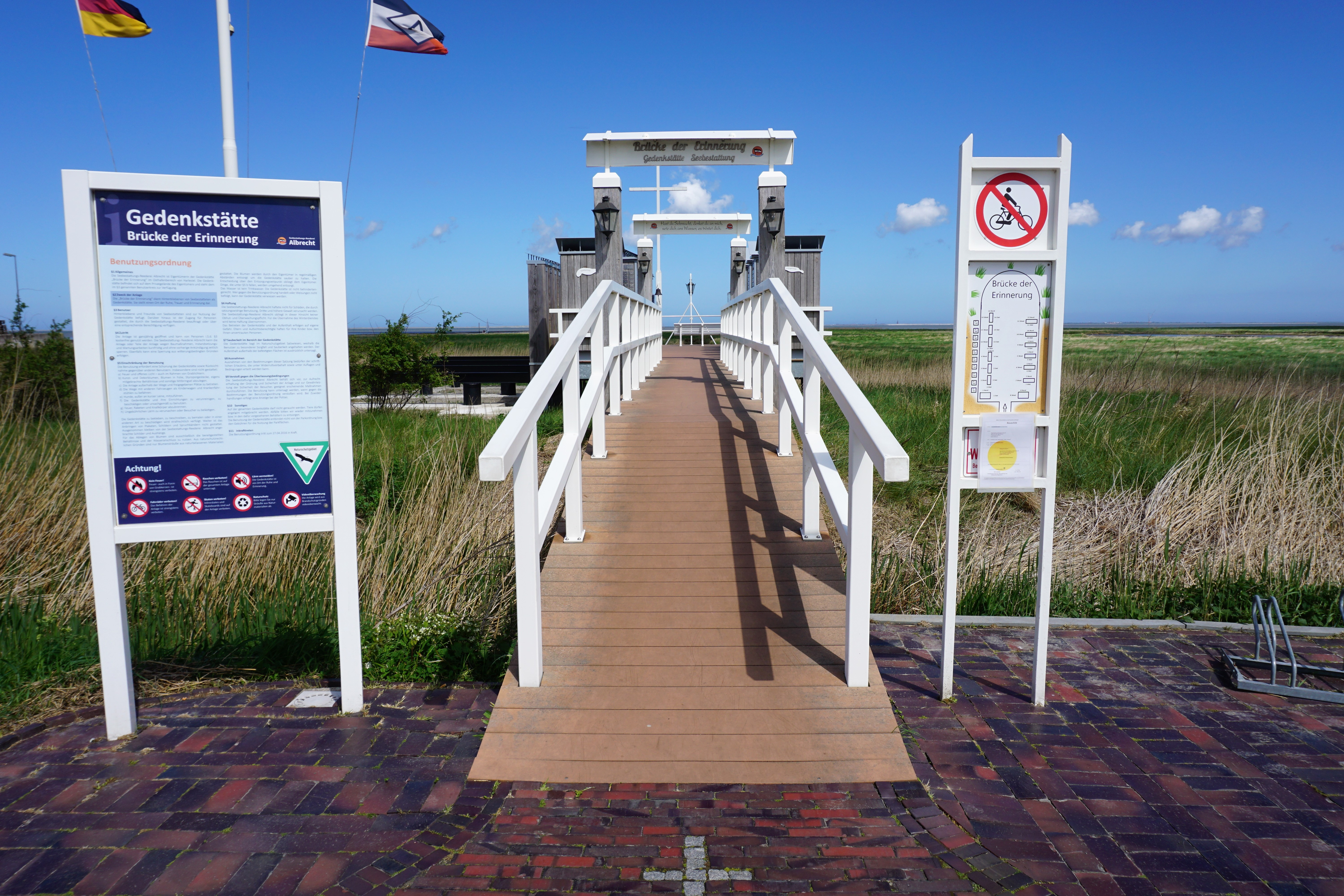
Brücke der Erinnerung